# Френк Ллойд Райт

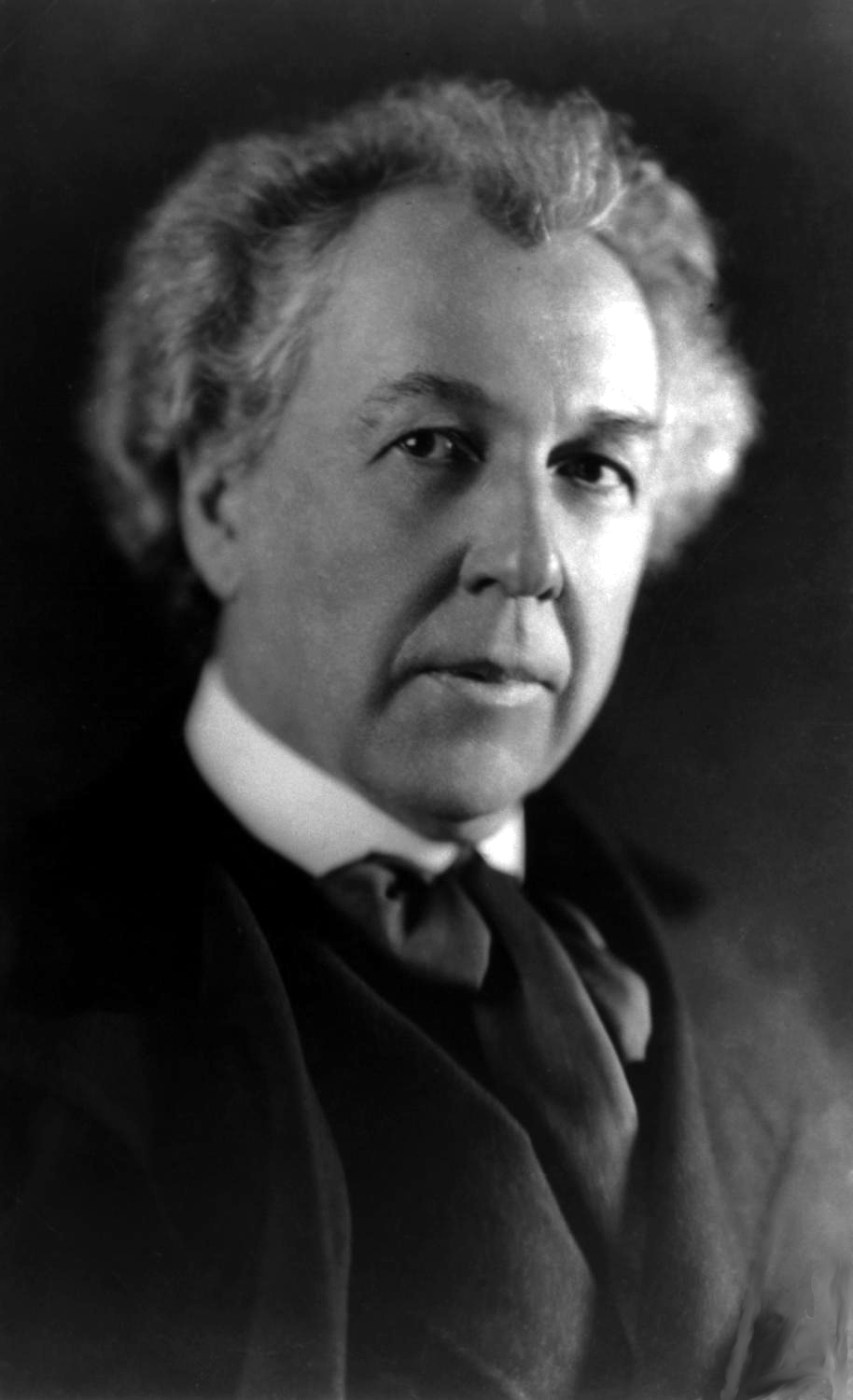
Френк Ллойд Райт

Френк Ллойд Райт (англ. Frank Lloyd Wright; 8 червня 1867, Річленд-сентер — 9 квітня 1959) — американський архітектор-новатор, творчість якого мала величезний вплив на розвиток західної архітектури в першій половині XX століття. Творець «органічної архітектури» і пропагандист відкритого плану.

## Життєпис

### Дитинство й родина
Райт народився 8 червня 1867 року в місті Річленд-Сентер, штат Вісконсин у сім'ї Вільяма Рассела Райта, вчителя музики й церковного діяча, і Анни Ллойд Райт, вчительки з відомої у Вісконсині сім'ї Ллойдів.
Пастора Вільяма Райта вважали талановитою людиною, відмінним музикантом і затятим проповідником. Але поголос про невдаху-пастора, що не добирає пожертв на користь храму переслідував його. Пожертвувань, зазвичай, бракувало навіть на платню самому пастору. Тому він неодноразово змінював місце проживання, шукаючи прихід, де йому платитимуть щедро. Але одруження з Анною Ллойд Джонс, яка походила з багатої родини, все змінило. Отримавши доступ до капіталів дружини, Вільям Райт — відкрив музичну школу. Незабаром сімейний конфлікт спричинив до розриву шлюбу Вільяма та Анни. І з 1884 року, семирічний Френк залишився під опікою матері, якій перейшло усе майно сім'ї, а Вільяму дісталися лише його гардероб і нотні зошити.
Мати виховувала Френка та його двох сестер в канонах унітаріанської церкви. Початкову освіту він пройшов у себе вдома, мати учителька тим дуже переймалася. Крім того вона намагалася спрямовувати сина за його здібностями — малим він багато часу грався з конструктором-«розвивальником» «Кіндергартен», що розробив Фрідріх Фребель. «Дари Фребеля» — дитячий конструктор, який вважався в ті часи великою педагогічною новацією, крім звичайних кубиків в «Дарах» було чимало складніших геометричних об'єктів, з яких можна було зводити всілякі споруди. Це і стало улюбленим заняттям юного Френка, і його мати остаточно переконалася в обгрунтованості своїх сподівань, що її син неодмінно повинен стати великим архітектором.
Окрім маминої опіки, юнак міг сподіватися й на зв'язки сім'ї Ллойд Джонс, які, згодом, і відкрили йому шлях у пристойне товариство. 1885 року Френк Ллойд Райт вступив в інженерний коледж при університеті Вісконсина-Медісона, однак так його і не закінчив, провчившись абияк три семестри. Крім того, завдяки родинним зв'язкам у нього з'явився шанс почати самостійно заробляти на життя і тим самим підтримати фінансово матір та молодших сестер.

### Вчителі-наставники та перші будови
Мамин брат Дженкін Ллойд Джонс був, як і його батько, священиком, тільки в Чикаго. Його прихід складався з людей доволі забезпечених, а він умів проповідувати й переконувати, відтак пожертв вистачало на життя родини священника та ще й залишалося. Тому Дженкін вирішив побудувати нову церкву, для цього й найняв досить відомого архітектора Джозефа Сілсбі. Саме з цієї церкви й почалася архітектурна кар'єра Френка Ллойда Райта, якого дядько в 1888 році висмикнув з провінції до Чикаго та упросив Джозефа Лаймана Сілсбі взяти його до свого офісу. Корисність Ллойд Райта для офісу Сілсбі не була суттєвою, хіба що перспектива скористатися особистими зв'язками сім'ї Ллойдів спонукала того тримати юнака поруч себе та навчати архітектурним азам. Невдовзі так і сталося: Ллойди замовили новий об'єкт — каплиця в Долині Джонсів. Ба більше того, родина спонукала Сілсбі вписати до числа проєктантів й ім'я молодого Френка Ллойда.
Юначий максималізм та заповзятість стали призвідцями нового рішучого кроку Френка, він вирішив спробувати щастя в найзнаменитішому і найрозкрученішому архітектурному бюро Америки — «Адлер і Салліван». Чи то нахабство юнака, чи то сімейні зв'язки, та він справив враження на ідеолога школи «Чикаго» Луїса Саллівана і з 1889 року вже числиться там. Оскільки бюро було завалено замовленнями, роботи молодикові вистачало. Салліван займався переважно будівництвом офісних і громадських будівель, тож Ллойд Райту перепадали замовлення особняків-житлових будинків. Серед тих його проєктів, мабуть, найвизначальнішим став будинок, спроєктований для Луїса Саллівана, який був занадто зайнятий своїми хмарочосами, щоб будувати щось для себе, і це вказує, що за кілька років у бюро Ллойд Райт був уже на хорошому рахунку.

### Перші самостійні кроки в архітектурі та житті
Популярність архітектора Салівана сприяла численним практичним роботам його молодих помічників. Одні з них вдовольнялися й тим (високою зарплатнею та стабільною роботою), а в інших з'являлися амбіції до самостійних кроків. До числа останніх слід причислити Френка Райта. Адже уже молодий сім'янин змушений був дбати не тільки про кар'єру, але допомагати мамі із сестрами та піклуватись про молоду дружину.
У 1893 році Райту довелося покинути компанію, коли Салліван дізнався, що Райт проєктує будинки «на стороні». 1893 року Райт засновує власну фірму в передмісті Чикаго Оук-парк. Перед 1901 в його доробку налічується вже близько 50 проєктів. 1889 року Френк Ллойд Райт одружився з Кетрін Тобін (знайомі звали її Кітті), що мала заможних батьків і звикла до життя, яке чоловік поки не міг їй забезпечити. Через це Френк почав, потай від Саллівана, працювати на стороні, перехоплюючи клієнтів у свого боса-наставника. Крім того, йому спала на думку нова затія: він скориствся тим, що Саліван віддавав перевагу хмарочосам та великомаштабним будовам, тоді як Френк постійно працював та контактував з багатими замовниками в їх індивідуальних замовленнях.
Взявши у Саллівана 5000 доларів в кредит, він купив землю в Оак-Парк (передмістя Чикаго, де проживали найзаможніші городяни). На цій ділянці Френк збудував невеликий будинок для себе і Кітті, який був позбавлений модних тоді архітектурних надмірностей: без ліпнини, статуй і шпилів, зате відрізнявся чіткими геометричними формами і низько нависаючими карнизами, які робили об'єкт, деякою мірою, схожим на японську пагоду. Переселившись в дім, контактний Ллойд Райт легко сходився зі своїми багатими сусідами і кожного разу, коли мова заходила про його незвичайний будинок, настійливо натякав, що міг би побудувати щось схоже і для кого-небудь ще. Невдовзі появилися перші замовлення, а потім вже назбиралося й більше.
За рік поголос про молодого й амбітного архітектора дійшов й до наставника, відтак 1893 році Ллойд Райту довелося розпрощатися з бюро Салівана й самостійно торувати свій бізнес-шлях. Однак тепер у нього була власна клієнтська база, впливова підтримка сімейних кіл Ллойдів та Тобін.
Красномовство й переконливість Френка Ллойда в його «архітектурних» виступах, спонукало нових сусідів по Оак-Парку погоджувалися з ним, і спробувати змінити їхні уже звичні нагромадження: «Типова американська будівля в 1893 році, — писав Ллойд Райт, — виглядало як якесь безглузде нагромадження… Такого роду споруди стали типовою американською архітектурою, хоча скрізь вони виглядали чужорідними… Так що ж було не так з типовим американським будинком? Ну, чесно кажучи, з ним все було не так. У ньому не було відчуття єдності, не було відчуття простору, яке повинно бути властиво вільному народу. Він виглядав безглуздим і зарозумілим… Знести такий „будинок“ — значить очистити атмосферу і поліпшити пейзаж».
Першим, хто наважився укласти контракт з молодим і багатообіцяючим архітектором, був Вільям Вінслоу — власник заводу, котрий постачав фірму Саллівана сталевими конструкціями для її хмарочосів. Замовлення привело в повний захват замовника і обурило його консервативних сусідів. Незвичним був дах, що ще більше нагадував японські пагоди, та ще й сам будинок був декорований теракотовими плитками, що тоді теж виглядало незвично. Саме завдяки таким оригінальним ідеям молодого архітектора з його новаторськими ідеями помітили, і незабаром від замовників вже не було відбою. Охочих отримати будинок, побудований модним архітектором в Оак-Парку виявилося так багато, що Ллойд Райт інколи використовував один і той самий проєкт, лише коригуючи деякі деталі, щоб будинки хоч якось відрізнялися один від одного. Окрім економії на архітектурних витребеньках, Ллойд ще й в самій будівлі практикував різні спрощення та новації: з метою економії простору придумав розміщувати камін так, щоб він працював одночасно на вітальню і їдальню. Тож покупцями будинків були як великі підприємці, так і представники середнього класу.

## Архітектурний стиль Френка Ллойда Райта
За свого життя Френк Ллойд Райт набув чималого архітектурного досвіду, який він втілював у свої об'єкти. Згодом всі ці його напрацювання й створили певне його архітектурне обличчя — стиль.

### Принципи стилю Ллойд Райта
- Зменшувати до мінімуму число необхідних частин будівлі і число окремих кімнат в будинку, утворюючи цілий замкнутий простір, щоб ціле було пронизано повітрям і вільно проглядалося, даючи відчуття єдності.
- Пов'язати будівлю, як ціле, з її ділянкою шляхом надання їй горизонтальної протяжності і підкреслення площин, паралельних землі, але не займати будівлею кращу частини ділянки, залишаючи, таким чином, цю частину для викоритання функціями, пов'язаними з життям в оселі; вона є продовженням горизонтальних площин підлоги будинку, що виходитимуть уже за його межі.
- Не робити кімнату коробкою, а будинок — іншою коробкою, для цього перетворювати стіни в ширми, що огороджують простір; стелі, підлоги і огороджувальні ширми повинні переходити одне в одного, утворюючи одну загальну межу простору, який має мінімум підрозділів. Робити всі пропорції будинку більш-менш наближеними до людських, конструктивне рішення з найменшою витратою обсягу і найвідповідніше застосованим матеріалам, а ціле, таким чином, — найпристосованішим для життя в ньому. Застосовувати прямі лінії і обтічні форми.
- Витягти фундамент, що містить в собі негігієнічний підвал, із землі, помістити його повністю на поверхні, перетворивши його в низький цоколь для житлової частини будинку і зробивши його у вигляді низької кам'яної платформи, на якій повинен стояти будинок.
- Всі необхідні пройоми, що ведуть назовні або всередину, узгодити із людськими пропорціями й розміщувати їх в схемі всієї будівлі природно як в одиничному вигляді, так і групами. Зазвичай вони виступають у вигляді прозорих ширм замість стін, тому що вся так звана «архітектура» вдома виражається головним чином в тому, як ці отвори в стінах групуються по приміщеннях в якості огороджувальних ширм. Внутрішнє приміщення, як таке, тепер набуває істотної архітектурної виразності, і не повинно бути прорізів у стінах, подібно дірам, вирізаних в стінках коробки. «Діряві стіни — це насильство».
- Виключити комбінування різних матеріалів і, в міру можливості, прагнути до застосування одного матеріалу в будівництві; не застосовувати прикрас, які не випливають з природи матеріалу, щоб будівля ясніше виражала собою місце, в якому житимуть, і щоб загальний характер будівлі чітко свідчив про це. Прямі лінії і геометричні форми відповідають роботі машини в будівництві, так що й інтер'єр природно приймає характер машинного виробництва.
- Поєднувати опалення, освітлення, водопостачання з будівельними конструкціями так, щоб ці системи стали складовою частиною самої будівлі. Елементи обладнання при цьому набувають архітектурних рис: тут також проявляється розвиток ідеалу органічної архітектури.
- Наскільки це можливо поєднувати з елементами будівлі предмети інтер'єру, як елементи органічної архітектури, роблячи їх єдиними з будівлею і надаючи їм прості форми, відповідні роботі машини. Знову прямі лінії і прямокутні форми.
- Виключити роботу декоратора. Якщо він не залучить на допомогу собі різні стилі, то вже обов'язково буде застосовувати «завиточки і квіточки».

### «Заповіді Ллойда Райта»
Френк Ллойд Райт втілив чимало архітектурних проєктів та новинок, і став культовим архітектором ще за життя, відтак його погляди на архітектуру та спостереження він акумулював у виступах та книжках. Згодом, деякі його висновки стали наче постулати, адресовані як молодим архітекторам, так і досвідченим:
- Забудьте про всі архітектури світу, якщо не розумієте того, що вони були гарні в своєму роді і в свій час.
- Нехай ніхто з вас не вступає в архітектуру заради того, щоб заробляти собі на життя, якщо ви не любите архітектуру як живий принцип, якщо ви не любите її заради неї; готуйтеся бути вірним їй, як матері, другові, самому собі.
- Бережіться архітектурних шкіл у всьому, крім навчання інженерній справі.
- Ідіть на виробництво, де ви зможете бачити дії машин і механізмів, які виробляють сучасні будівлі, або працюйте в практичному будівництві та тих пір, поки не зможете природним чином перейти від будівництва до проєктування.
- Негайно почніть виробляти в собі звичку замислюватися «чому» з приводу всього, що вам подобається або не подобається.
- Не вважайте нічого само собою зрозумілим прекрасним чи потворним, натомість кожну будівлю розбирайте по частинах, чіпляючись до кожної рисочки. Вчіться відрізняти цікаве від красивого.
- Придбайте звичку аналізувати, з часом здатність аналізу дасть можливість розвинутися здатності синтезу, яка теж стане звичкою розуму.
- «Думайте простими категоріями», як казав мій учитель, маючи при цьому на увазі, що ціле зводиться до його частин і найпростішим елементам на основі сутнісних принципів. Робіть так для того, щоб йти від загального до конкретного, ніколи їх не плутаючи, інакше заплутаєтеся самі.
- Відкиньте, як отруту, американську ідею «швидкої оборотності». Розпочати практичну діяльність початківцем — це значить продати своє вроджене право бути архітектором за сочевичну юшку або так і померти, претендуючи на те, щоб бути архітектором.
- Не поспішайте закінчувати свою підготовку. Щонайменше десять років попередньої підготовки до архітектурної практиці потрібно тому архітектору, який хоче піднятися вище середнього рівня в умінні оцінювати і в практичній архітектурній діяльністі.
- Потім їдьте якомога далі від свого будинку, щоб будувати свої перші будівлі. Лікар може поховати свої помилки, але архітектор може тільки порадити замовникові посадити кучеряві рослини.
- Вважайте будівництво курника такою ж гарною для себе роботою, як будівництво собору. Величина проєкту мало значить в мистецтві, якщо відволіктися від фінансових питань. В дійсний розрахунок приймається виразність. Виразність може бути великою в малому або малою в великому.
- Не слід все в житті ставити на комерційну ногу і саме тому, що вам довелося жити в століття машин. Наприклад, архітектура сьогодні крокує вулицями продажна, бо «отримати роботу» стало першим принципом архітектури. В архітектурі робота повинна шукати людину, а не людина роботу. У мистецтві робота і людина — напарники; жоден з них не може бути куплений або проданий іншим. А поки що, оскільки те, про що ми говорили, є вищим і найпрекраснішим родом інтегральності, тримайте свій власний ідеал чесності так високо, щоб найважливішим в житті помислом вашого честолюбства було називати себе чесною людиною і дивитися самому собі прямо в очі. Тримайте свій ідеал чесності так високо, щоб ви самі не змогли його досягти.

## Творчі звершення

### «Будинки прерій»

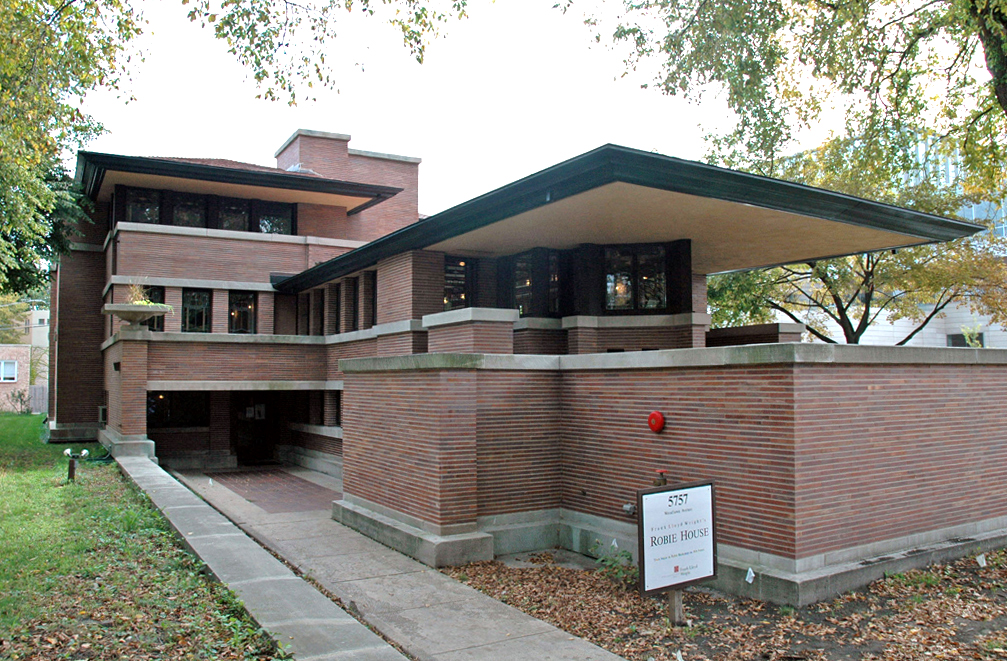
Дім Робі

Популярність Райтові приносять «Будинки прерій», що він їх спроєктував з 1900 до 1917 року. «Будинки прерій» створено в рамках концепції «органічної архітектури», її ідеалом є цілість і єднання з природою. Для них характерний відкритий план, перевага в композиції горизонталей, далеко винесені за межі будинку схили даху, тераси, оздоблення необробленими природними матеріалами, ритмічні членування фасаду каркасами, прообразом яких служили японські храми. Багато з будинків у плані хрещаті, а розміщене в центрі вогнище-камін об'єднує відкритий простір. Інтер'єрам будинків Райт приділяв особливу увагу, створюючи меблі сам і домагаючись того, щоб кожен елемент був осмислений і органічно вписувався у середовище, що створює автор. Найвідомішими серед «Будинків прерій» є будинок Віллітса, будинок Мартина і будинок Робі.

### Резиденція «Талієсін» (Taliesin)

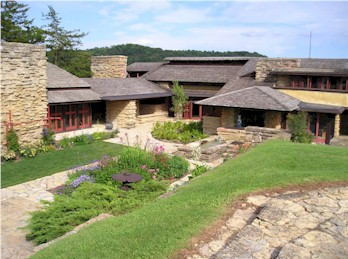
Резиденція Талієсін

Свій власний будинок, літню резиденцію Талієсін, Райт побудував також у стилі «Будинків прерій» 1911 року. Стимулом до споруди послужило захоплення Мартою (Мама) Босвік Чейні, дружиною його клієнта Едвіна Чейні, яка пізніше стане його цивільною дружиною та оселиться в цій літній резиденції.

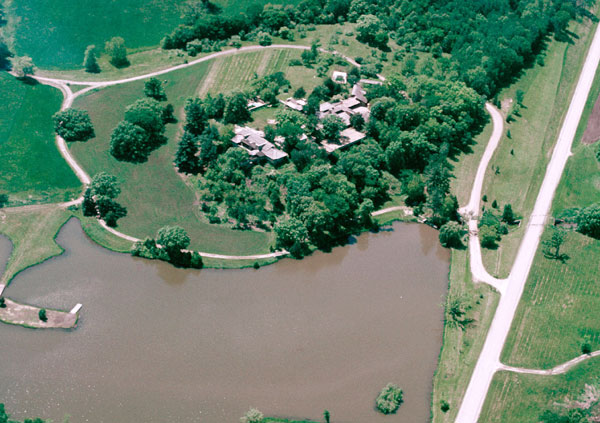
Вид на Талієсин з повітря

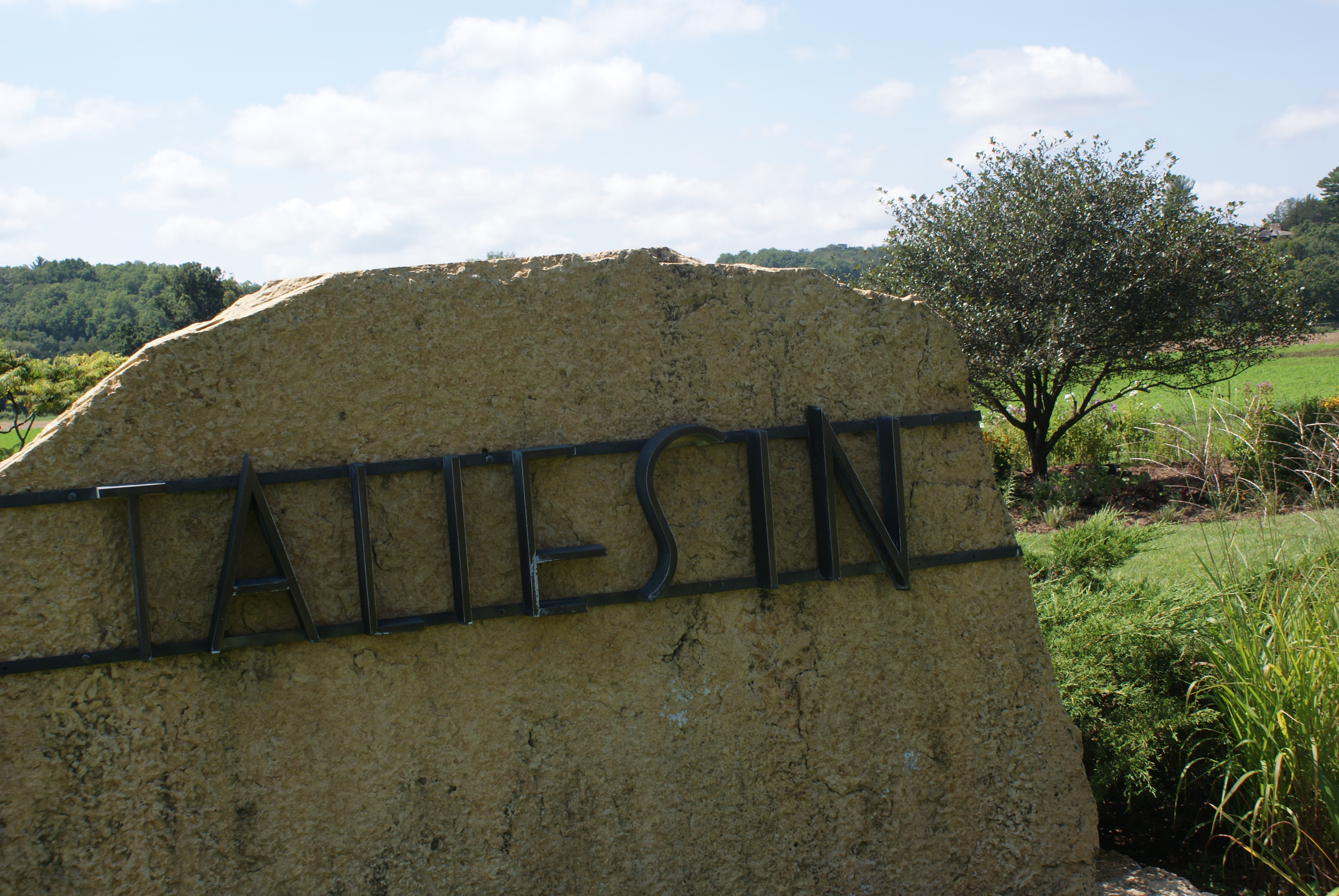
Знак на в'їзді до маєтку.

Долина, де стоїть Талієсин, належала до Громадянської війни родині матері Райта. Його дід по материнській лінії та дядько, іммігранти з Вельсу, були пасторами унітаріанській конгрегації, і його дві тітки в 1887 році відкрили в долині школу спільного навчання.
Мати Райта, Анна Райт, відправляла сина на канікули в долину щоліта, починаючи, з одинадцяти років. Сім'я, її ідеї, її релігія та ідеали, справили великий вплив на формування особистості молодого Райта, який пізніше змінив своє друге ім'я з «Лінкольна» (на честь Авраама Лінкольна) на «Ллойд» — в знак поваги до цієї гілки родини.
Коли Райт вирішив побудувати будинок у цій долині, він вибрав ім'я валлійського барда Таліесіна, яке в перекладі означає «сяючий лоб». Райт розташував будинок на «лобі» пагорба, улюбленому з дитинства, а не на піку, тому «Талієсін» виглядає таким, що виникає з природного ландшафту. Говорячи його словами — «… Не в землі, але з землі». Будинок складався з трьох крил, які включали житлове приміщення, офіс і господарські будівлі.
Крім того, що будівля органічно вписалася в ландшафт, Райт застосував у його будівництві свої ідеї органічної архітектури. Димарі та кам'яні опори були побудовані з місцевого вапняку, в штукатурці стін використовувався пісок з мілини сусідньої річки Вісконсін.
«Талієсин» двічі постраждав від пожеж. Перша пожежа в 1914 році влаштував слуга, який убив перед цим Марту Босвік і двох її дітей, яка проживала в той час в будинку. Друга пожежа виникла в 1925 році. Будівля повністю перебудовувалася, перейменовуючи, відповідно, в «Талієсін II» і «Талієсін III».
В 1910 році Райт, під час подорожі по Німеччині, публікує своє двотомне портфоліо, і його роботи стають відомі в Європі.

### «Будинок над водоспадом»

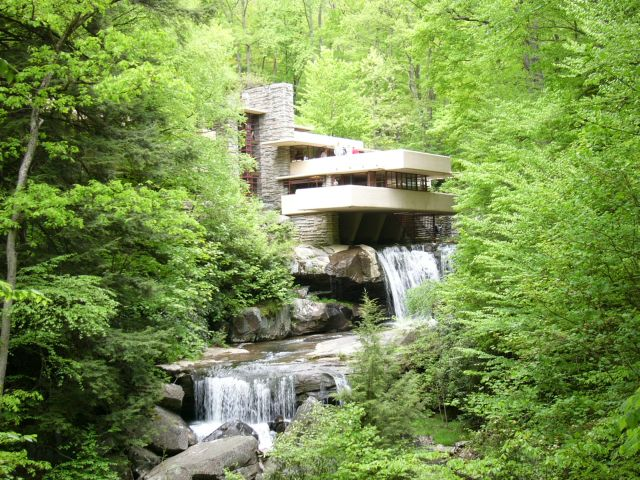
«Будинок над водоспадом»

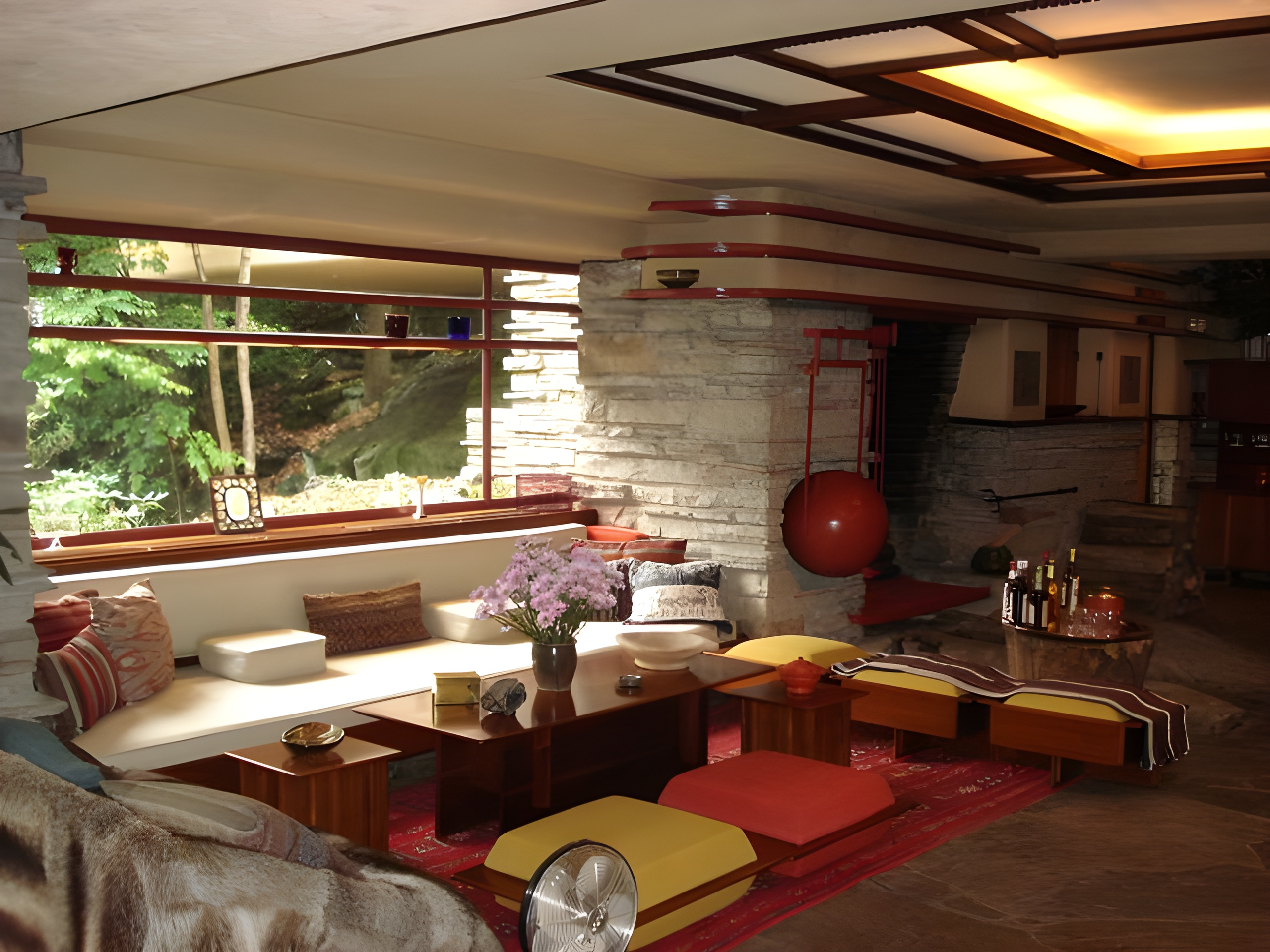
Інтер'єр «Будинку над водоспадом», розроблений Райтом

Другий пік у творчості Райта припадає на 30-і роки. Райт починає використовувати елементи заводського виготовлення і залізобетонні конструкції, продовжуючи протиставляти техніциським устремлінням функціоналізму романтичні ідеї єднання з природою В 1935–1939 Райт будує для І.Дж. Кауфмана знаменитий «Будинок над водоспадом» («Fallingwater»), шт. Пенсільванія. Будинок представляє із себе композицію з бетонних терас і вертикальних поверхонь з вапняка, розташованих на сталевих опорах прямо над струмком. Частина кручі, на якій стоїть будинок, опинилася всередині будівлі і використовувалася Райтом як деталь оформлення інтер'єра. Будівництво будинку обійшлося в 155 000 $, з яких оплата роботи архітектора — 8 000 $. Не все в конструкції будинку вийшло досконалим, і він двічі реконструювався в 1994 і 2002 роках з додаванням додаткових сталевих опор.

### «Юсонівський» період, 30-і роки
Для клієнтів середнього класу Райт в цей період розробляє будинки помірної вартості. Сам Райт називає їх «юсоновськими» або «північноамериканськими», від абревіатури U.S.O.N.A (Unites States of Nothern America). Компактні, економічні і технологічні, «юсоновські» будинки розвивали принципи, закладені ще в «Будинках прерій». Широкий дах будинків ширяє над стінами за рахунок застосування вузьких стрічкових вікон під самою стелею. Будинки проєктувалися переважно одноповерховими і Г-подібними в площині, що дозволяло їм вписуватися в ділянки складної форми. Каркасна конструкція дозволяла здешевити будівництво. «Юсоновські» будинки повинні були стати будівельними блоками містобудівної концепції Райта — «міста широких горизонтів». Концентроване перенаселене місто повинне було природним чином «деурбанізуватися» й розширитися по сільськогосподарських передмістях, а основним засобом пересування в ньому повинен був стати автомобіль. Концепція «міста широких горизонтів» істотно вплинула на характер забудови американського малоповерхового передмістя.

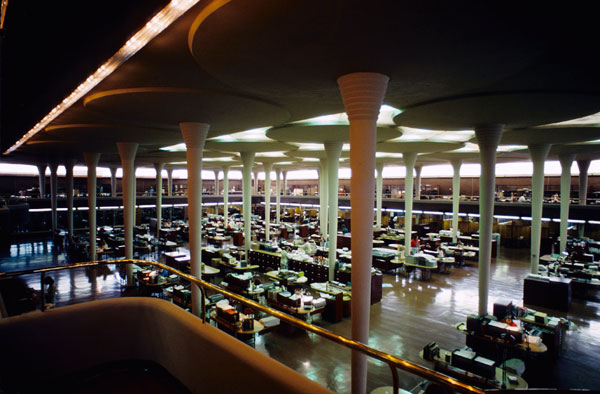
Деревуваті колони в інтер'єрі «Джонсон Вакс»

У цей період Райт будує і громадські будівлі, серед яких найвідоміша штаб-квартира компанії «Джонсон Вакс» (1936—1939) в Расіне, шт. Вісконсин. Основою конструкції є центральний зал з «деревуватою» колонадою, в якій кожна колона розширюється догори. Структуру дерева повторює і лабораторія — її приміщення групуються навколо центрального ядра-«стовбуру», що несе шахти ліфтів, а плити перекриттів чергуються формою — квадратні плити утворюють каркас будівлі, в який вписуються круглі плити. Освітлення через систему напівпрозорих скляних трубок сприяє створенню атмосфери «святості» робочого місця.

### Пізні праці

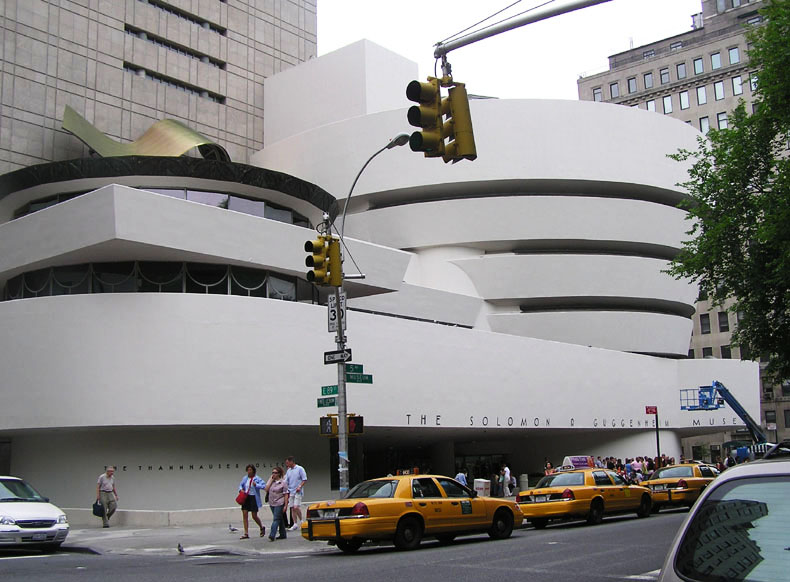
Музей Гуггенхайма

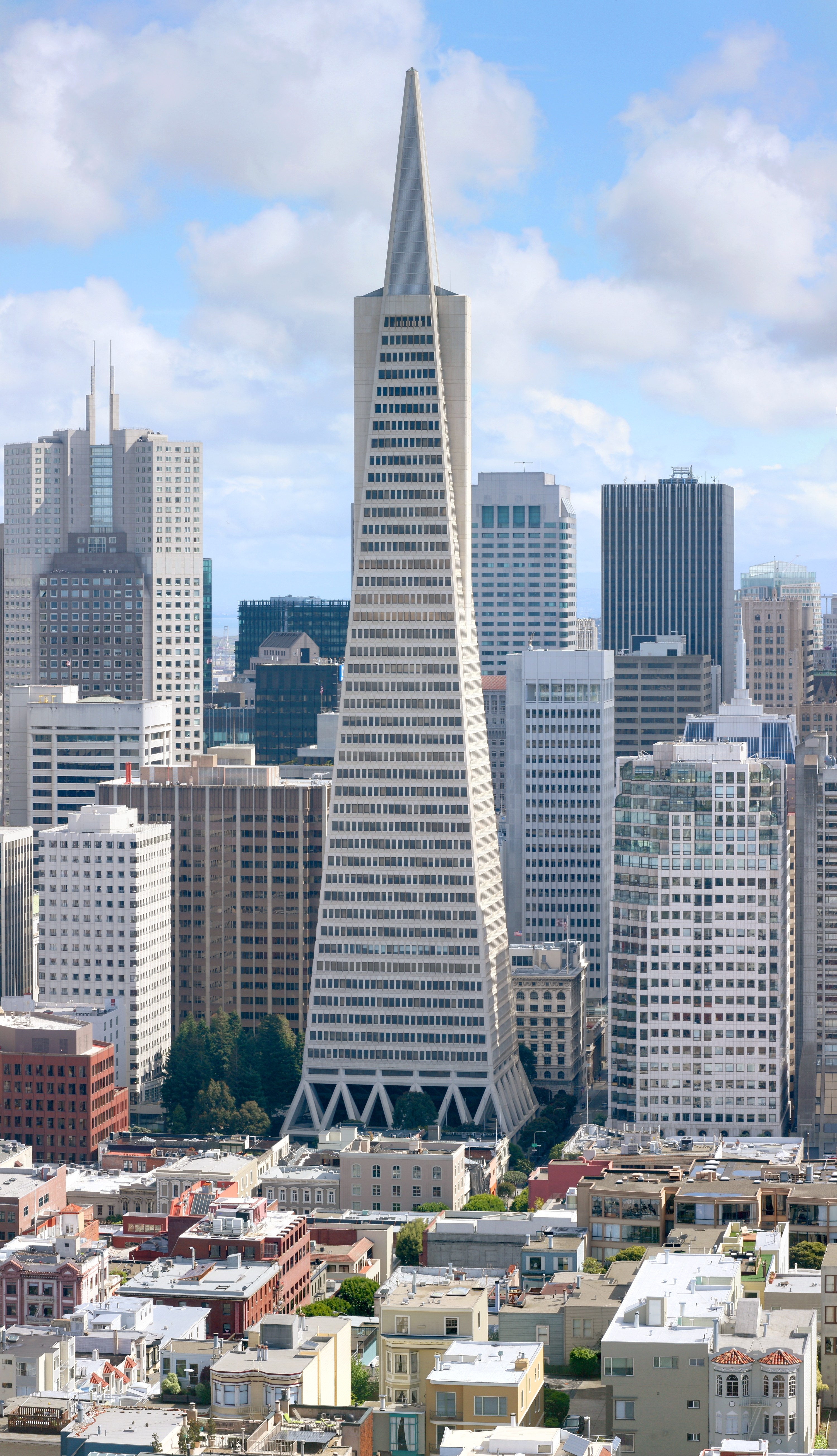
Хмарочос у Сан-Франциско

Апофеозом творчості Райта став Музей Соломона Гуггенгайма в Нью-Йорку, який архітектор проєктував і будував протягом 16 років (1943—1959). Зовні музей скидається на перекинуту спіраль, а його інтер'єр нагадує мушлю із заскленим внутрішнім двориком у центрі. Райт припускав, що експозиції повинні оглядатися зверху вниз: відвідувач піднімається на верхній поверх на ліфті й поступово спускається центральним спіральним пандусом. Картини, що висять на похилих стінах, при цьому повинні знаходитися в тому ж положенні, що й на мольберті художника. Керівництво музею виконало не всі вимоги Райта, і зараз огляд експозицій відбувається знизу вгору.
У житлових будинках цього періоду Райт також відмовився від прямого кута як від «штучної» форми і звернувся до спіралі й циркульного кола.
Не всі проєкти Райта були реалізовані за його життя. Приміщення суду округу Марін, надмірно декорована і на межі кітчу, було добудоване через 4 роки після смерті архітектора. Не реалізованим залишився проєкт хмарочоса «Іллінойс» заввишки в милю, розрахований на 130 000 жителів, який за формою нагадує трикутну призму, що звужується догори.

### Сім'я і особисте життя
Ставши процвітаючим архітектором, Френк Ллойд Райт жив, стараючись ні в чому собі не відмовляти, і часто ставав мішенню для жовтої преси. Він був одружений офіційно тричі, й жив у низці цивільних шлюбів ще до оформлення попереднього розлучення.
- Перший раз Райт одружується на Катерині «Кітті» Тобін у 1889 році. Шлюб розпався до 1909 року, розлучення було отримане до 1922 року.
- Співжиття з Мамою Чені, дружиною одного з своїх клієнтів, закінчилося трагічною смертю Чені — вона і обидві її дитини були убиті слугою в будинку Райта «Талієсин I», а сам будинок був спалений.
- Шлюб із Міріам Ноель (1923 р.) розпався через пристрасть Міріам до морфіну в 1927 році
- Останньою дружиною Райта була Ольга Іванівна Гінценберг («Ольгіванна»). Він похований з нею і її дочкою в Західному Талієсині в місті Скоттсдейл, штат Аризона. На сімейному кладовищі у Вісконсині залишилася порожня могила Райта з надгробком.

У Райта залишилося сім дітей — три сини і чотири дочки. Двоє дітей Френка Ллойда Райта — Френк Ллойд Райт-молодший і Джон Ллойд Райт також стали архітекторами. Онука Френка Ллойда, Енн Бакстер — актриса, лауреат премії «Оскар».

## Список споруд
Всього Райт побудував 363 будинки. До 2005 року з них збереглися приблизно 300. Два будинки було знищено під час урагану «Катріна» у 2005, один — під час урагану «Камілла» в 1969 році. Найщільніша концентрація споруд Райта знаходиться в Оак Парк, Іллінойс.
- Будинок і студія архітектора, Оак Парк, шт. Іллінойс, 1889—1909
- Будинок Вінслоу, шт. Іллінойс, 1894
- Будинок Віллітса, Хайленд Парк, шт. Іллінойс, 1901
- Адміністративна будівля компанії Ларкін, Буффало, шт. Нью-Йорк
- Будинок Мартіна, Буффало, шт. Нью-Йорк, 1903—1905
- Будівля унітаріанської церкви, Оак Парк, шт. Іллінойс, 1904
- Будинок Весткотта, Спрингфілд, шт. Огайо
- Будинок Робі, Чикаго, шт. Іллінойс 1909
- Талієсин I, Спринг Грін, шт. Вісконсин 1911
- Імперський готель, Токіо, Японія 1923
- Будинок Ізабелли Мартін, Буффало, шт. Нью-Йорк, 1928
- «Будинок над водоспадом», Беар Ран, шт. Пенсильванія, 1935
- Штаб-квартира фірми «Джонсон Вакс», Расин, шт. Вісконсин
- Західний Талієсин, Скоттсдейл, шт. Аризона
- Прайс-тауер, Бартлсвіл, шт. Оклахома, 1956
- Музей Соломона Гуггенгайма, Нью-Йорк, 1943—1959
- Судовий центр округу Марін, Сан-Рафаель, шт. Каліфорнія, 1957—1966

## Галерея

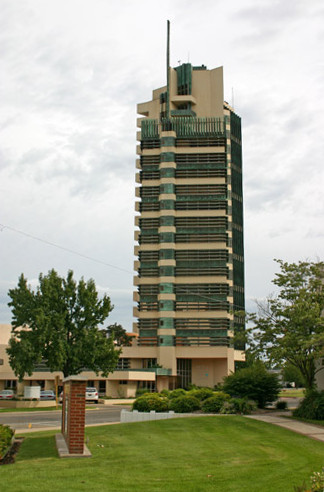
Оклахома
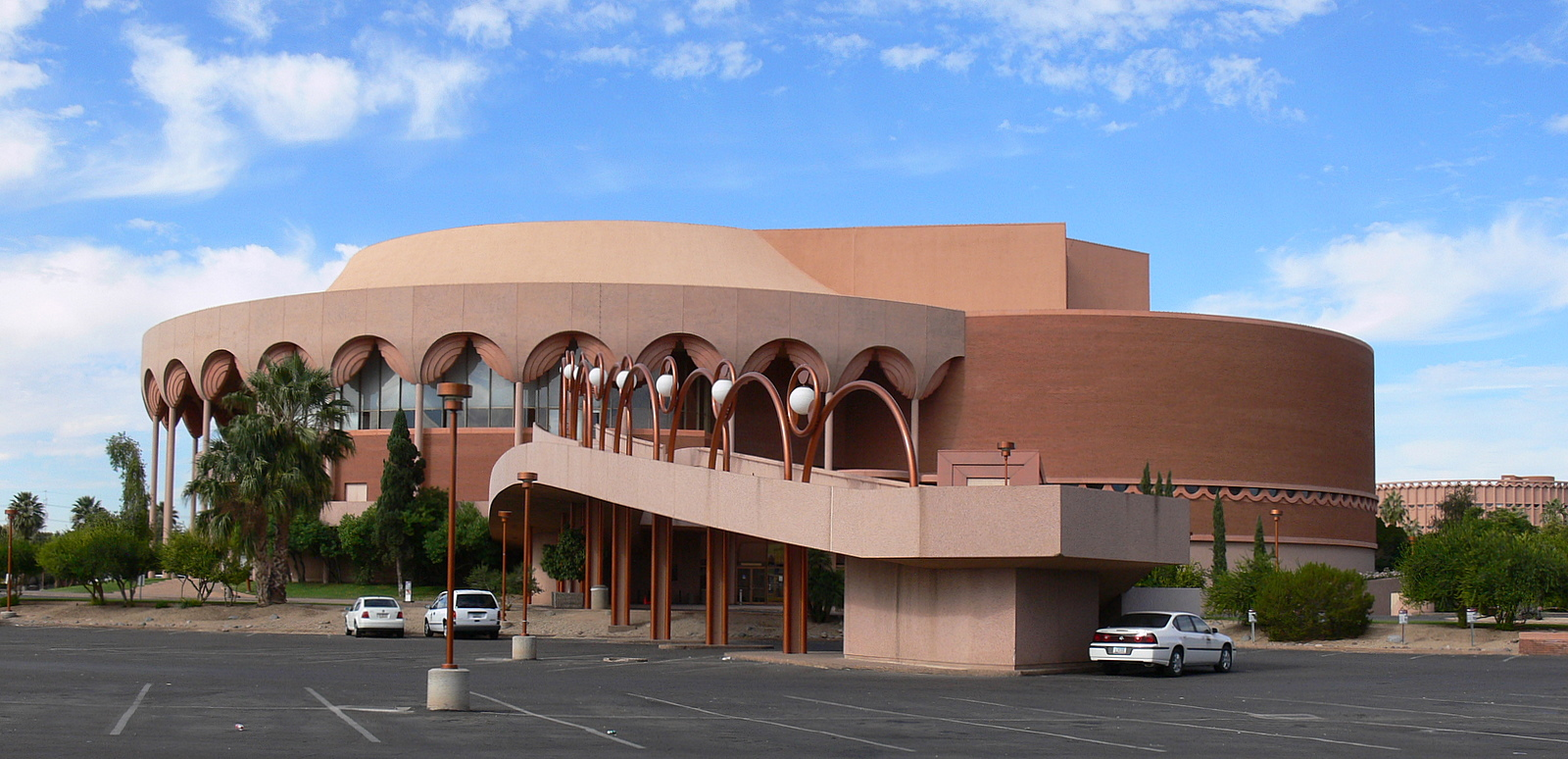
Gammage Auditorium
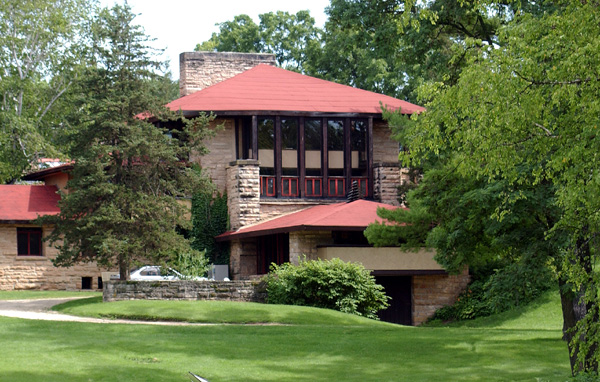
школа 1902, США
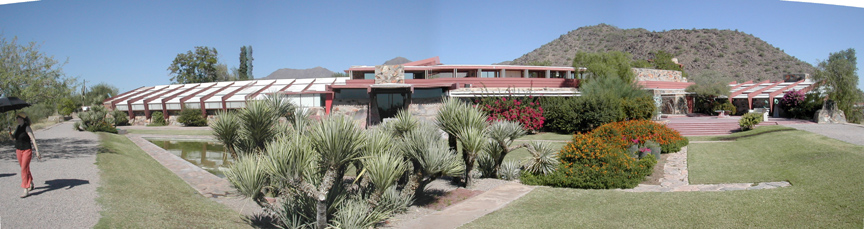
Панорама будинку Талісьєн Вест
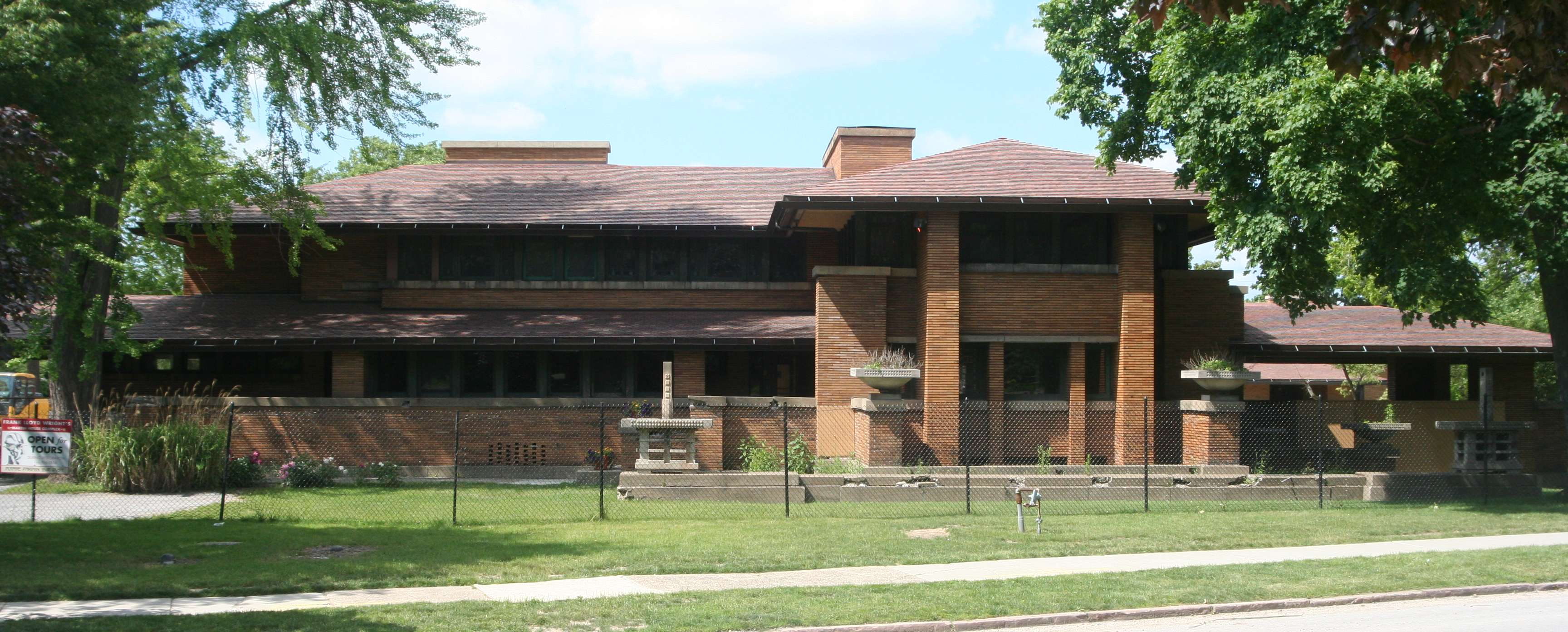
будинок в Нью-Йорку, США
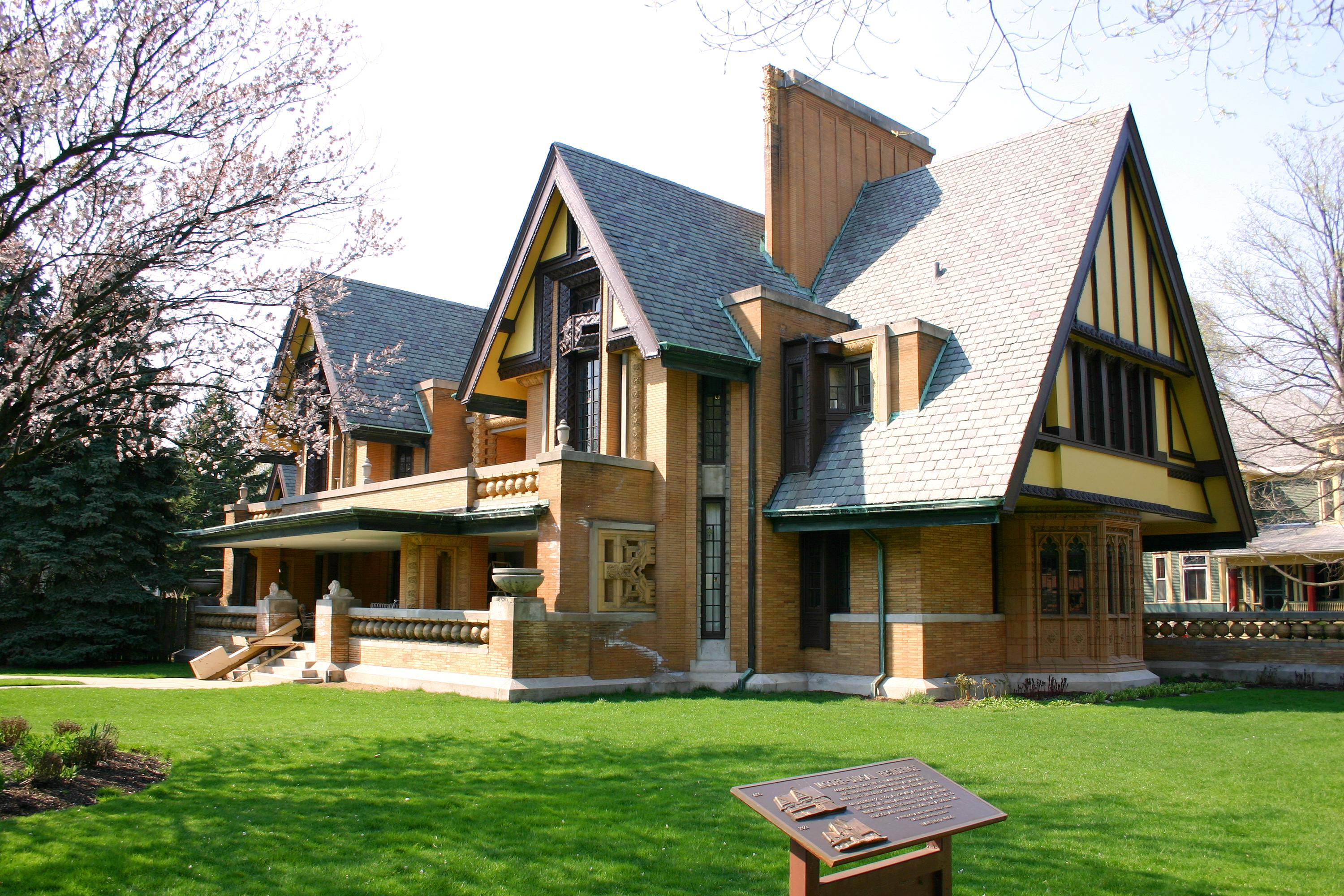
будинок в Іллінойсі
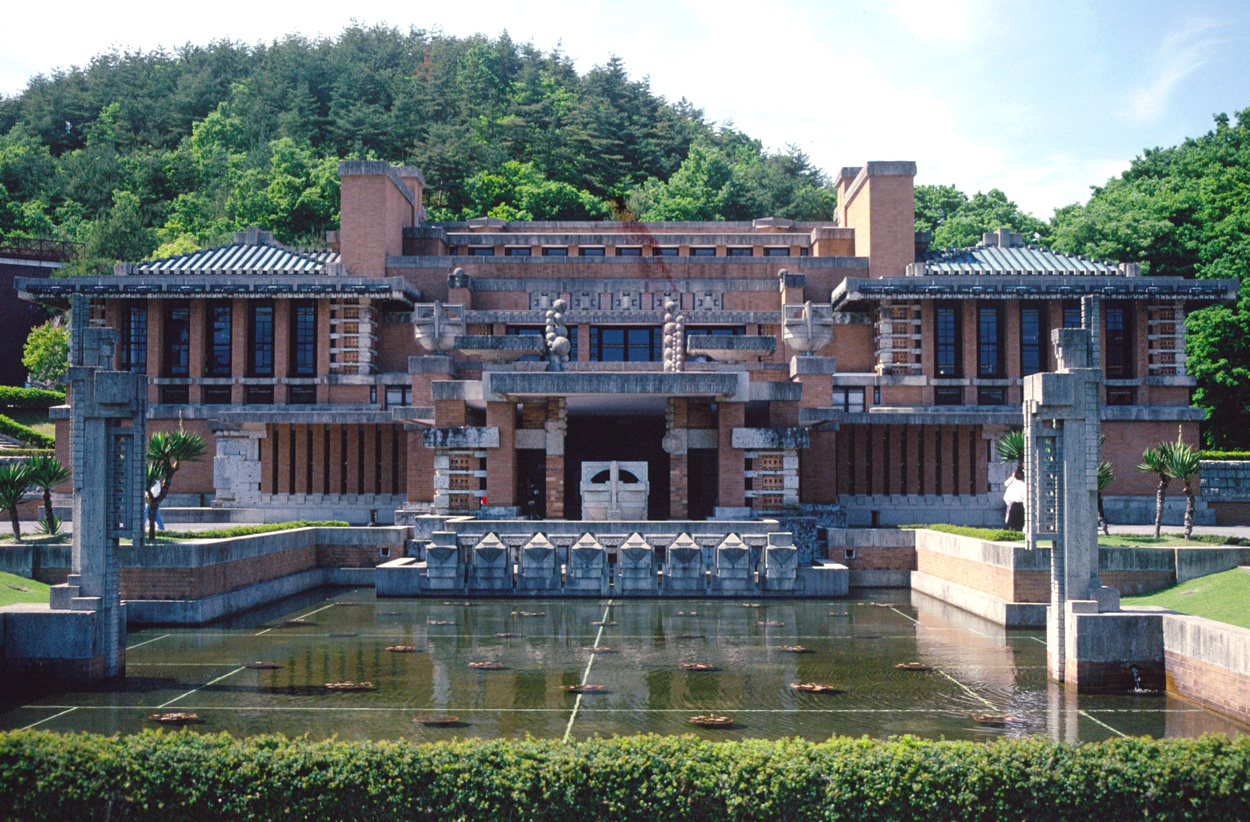
Imperial Hotel (1916)
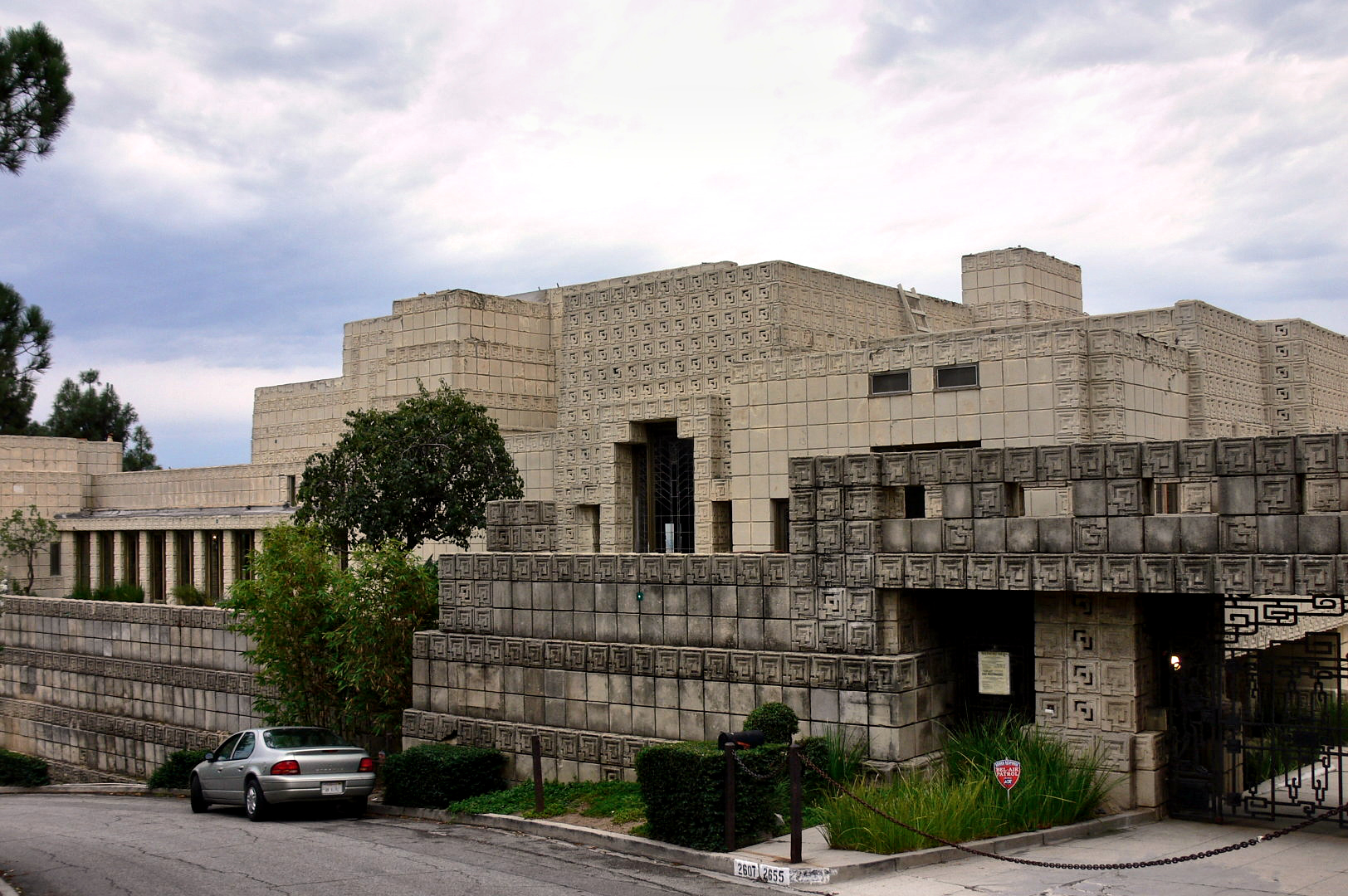
Фронтальна сторона Ennis House в Лос-Феліс, Лос-Анджелес, Каліфорнія
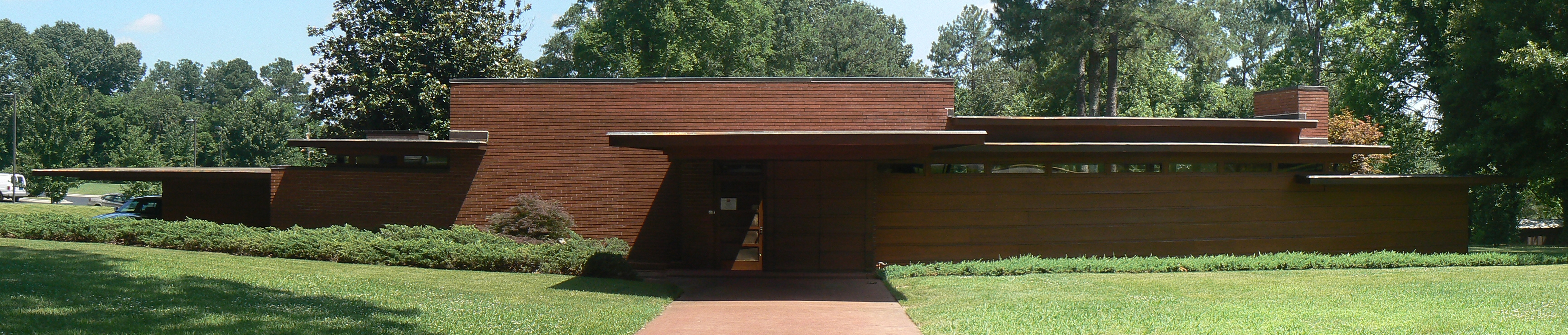
Будинок Розенбаума
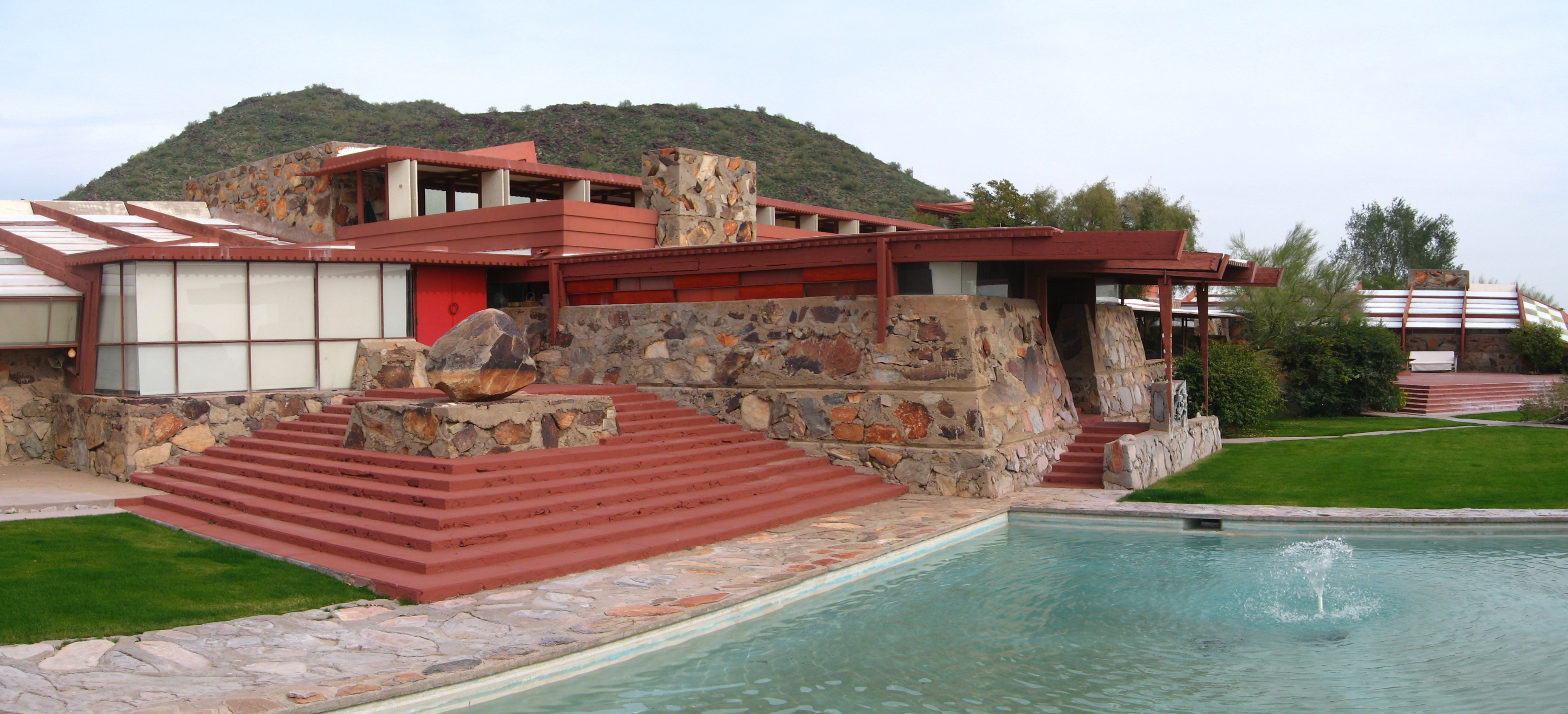
Талісьєн Вест - 1937
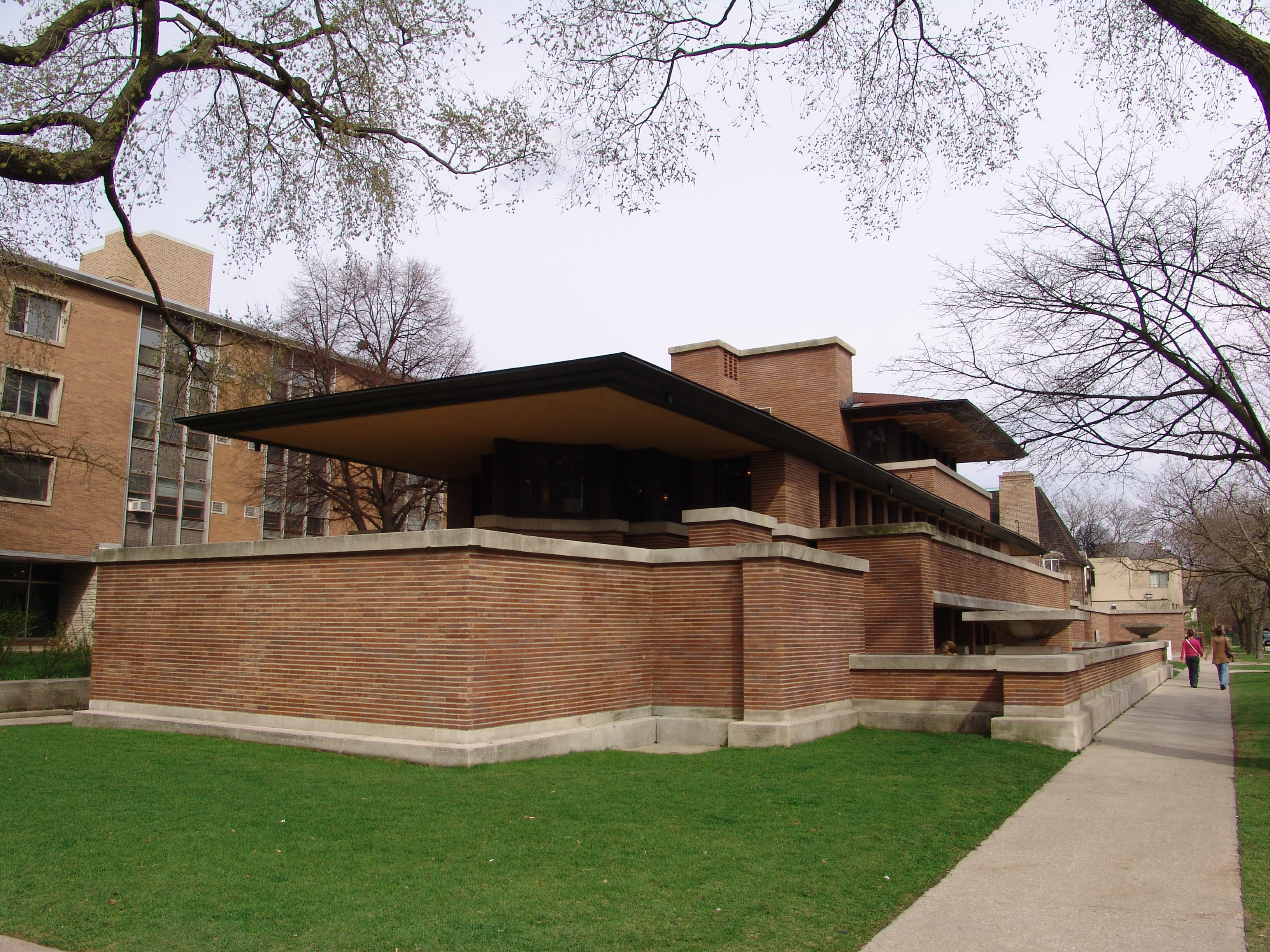
будинок Робі
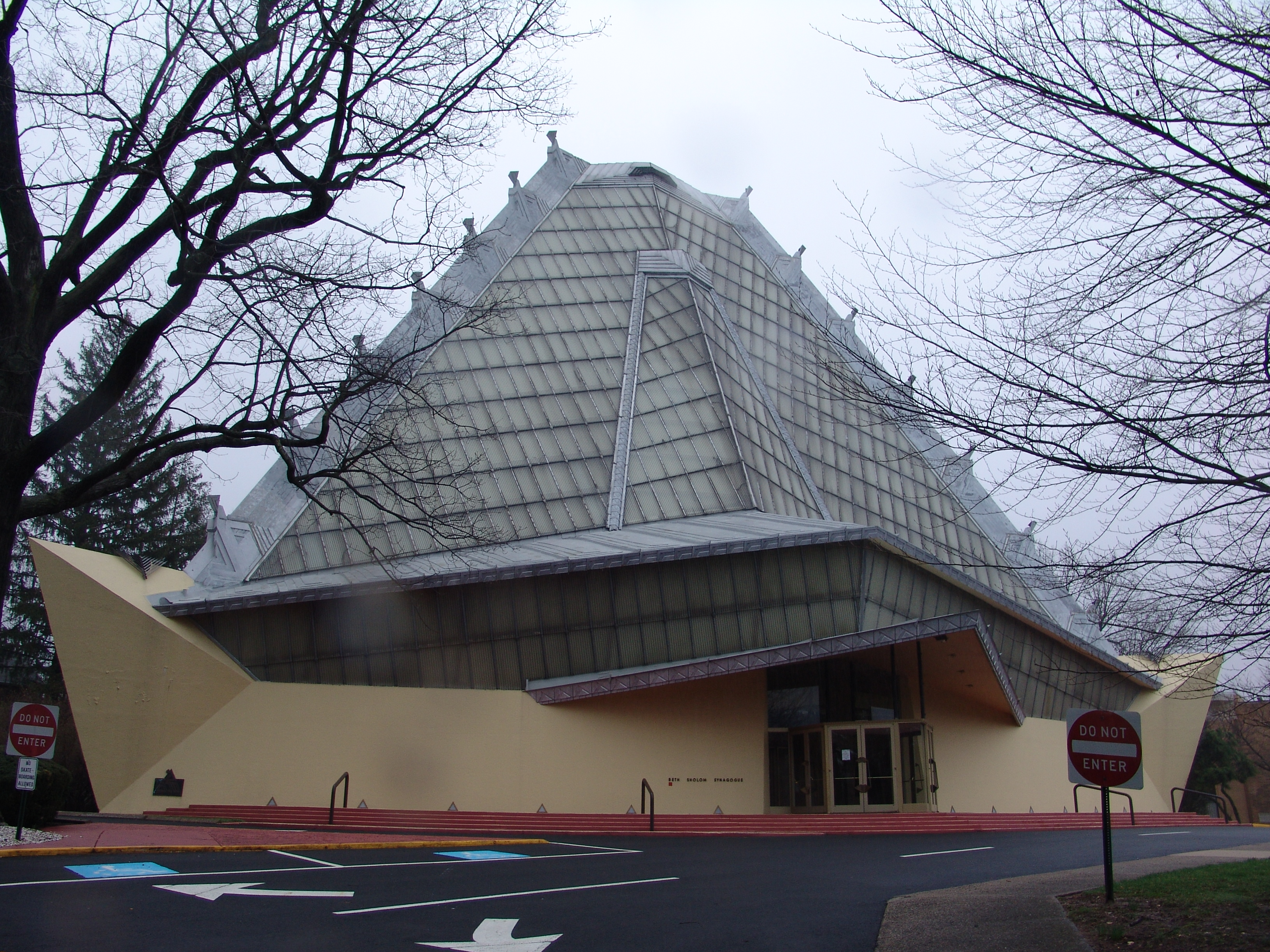
синагога Beth Sholom
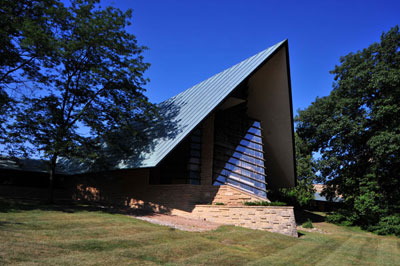
Молитовний будинок Фьост Унітаріан в штаті Вісконсин
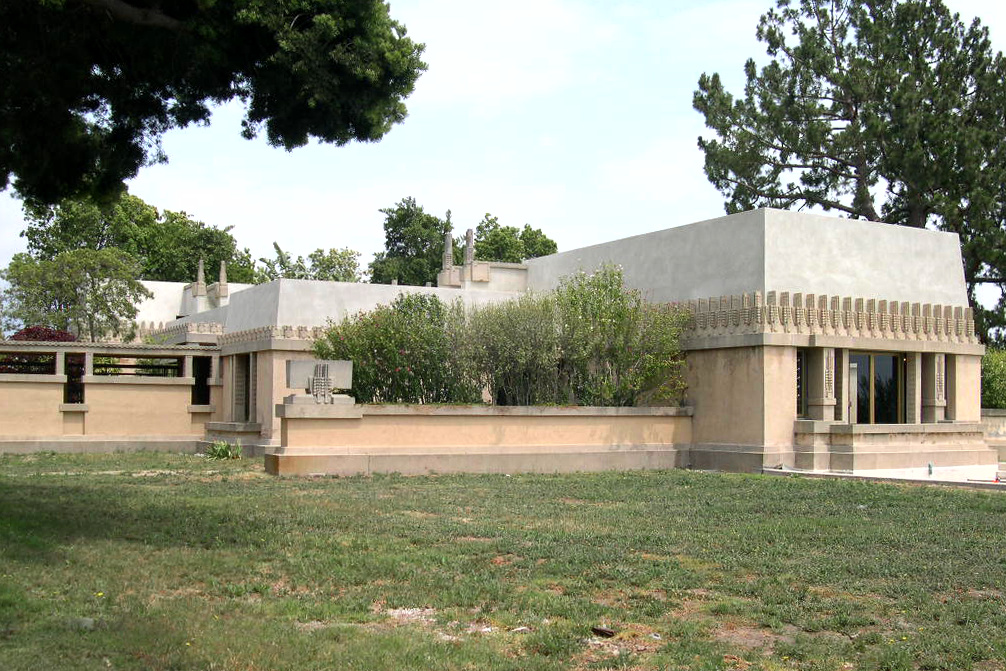
будинок Hollyhock
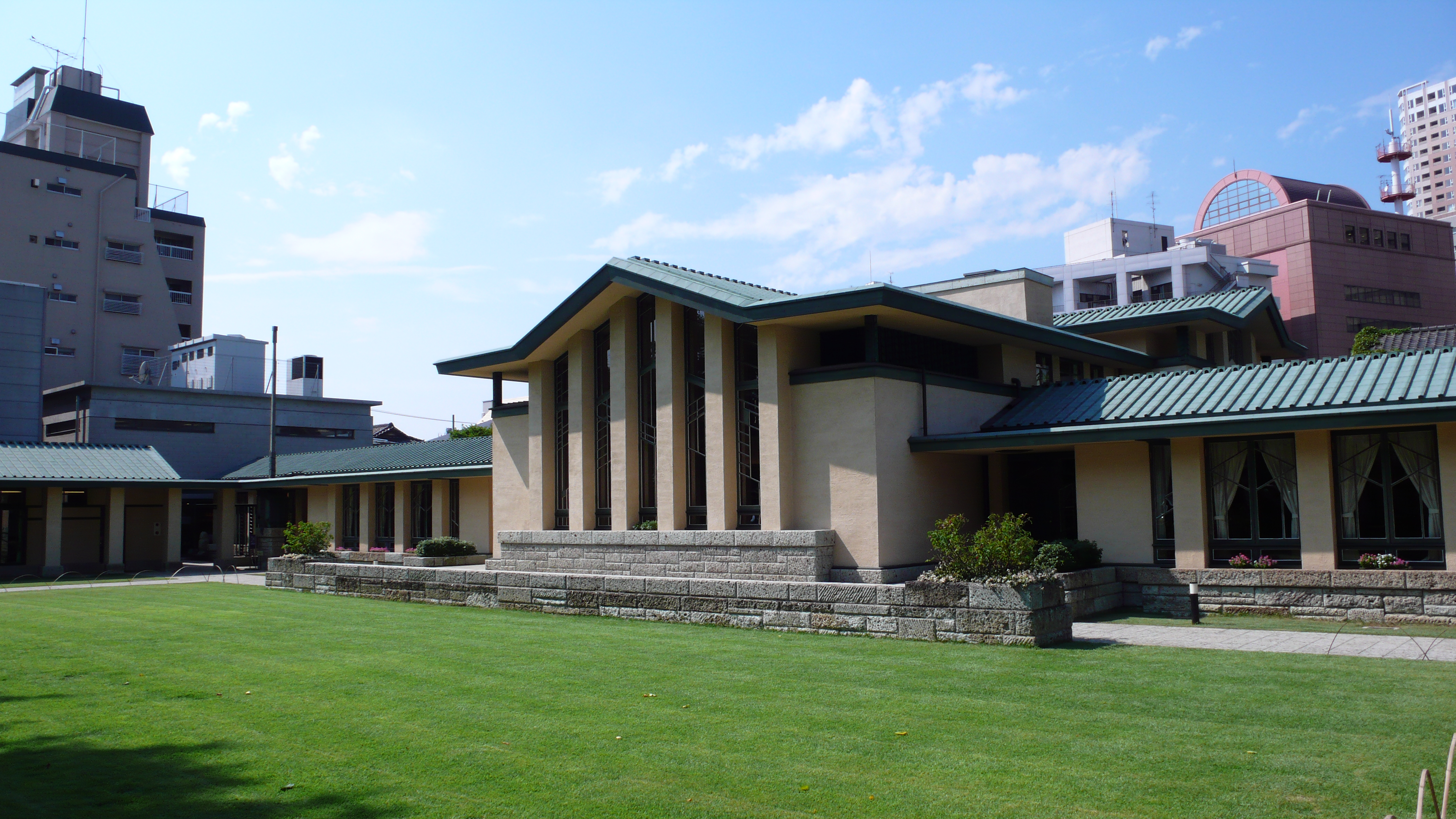
Школа для дівчат Джію Гакуен, Токіо, Японія, 1921
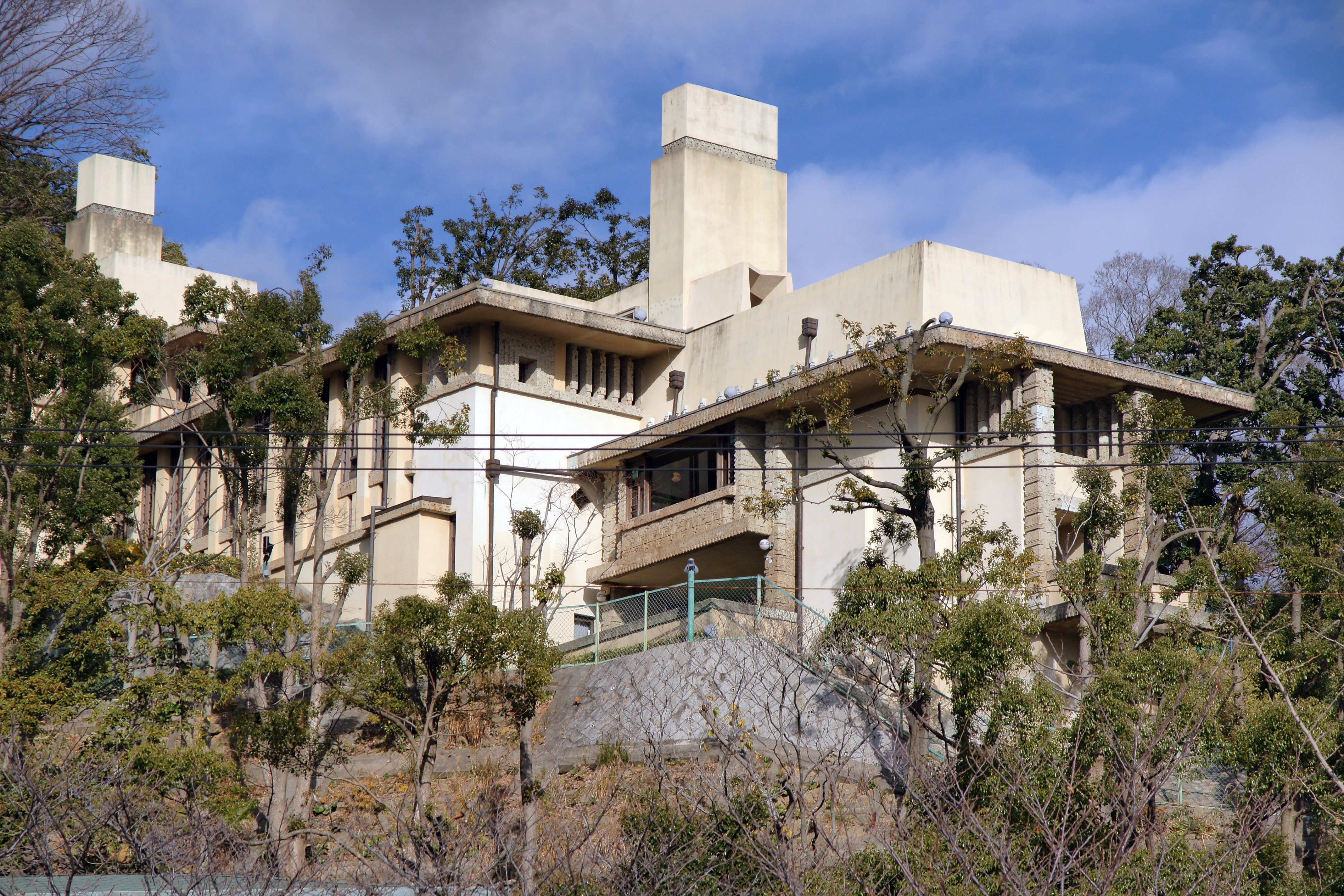
будинок Ямамура
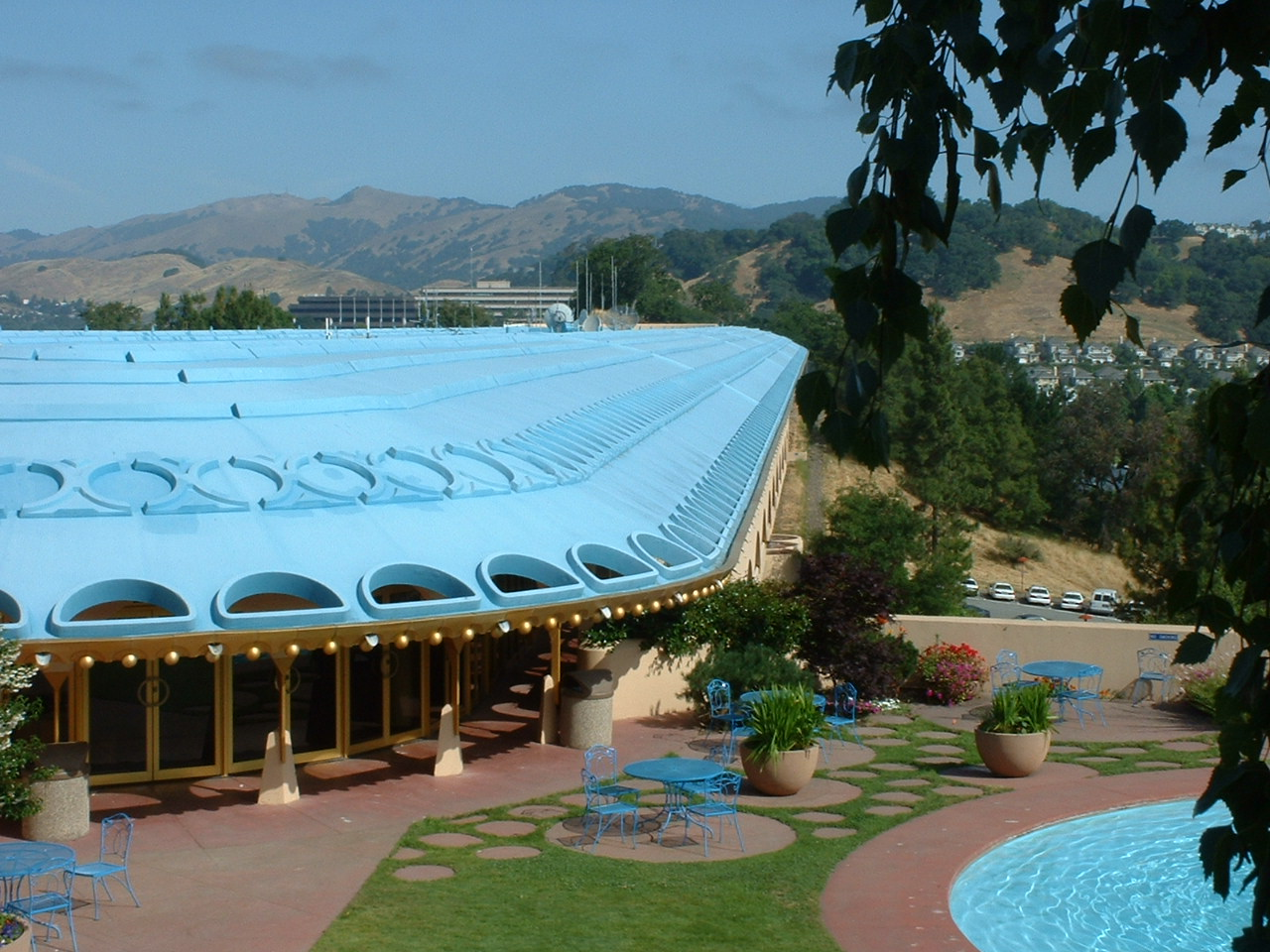
Суспільний центр Марін Каунтрі
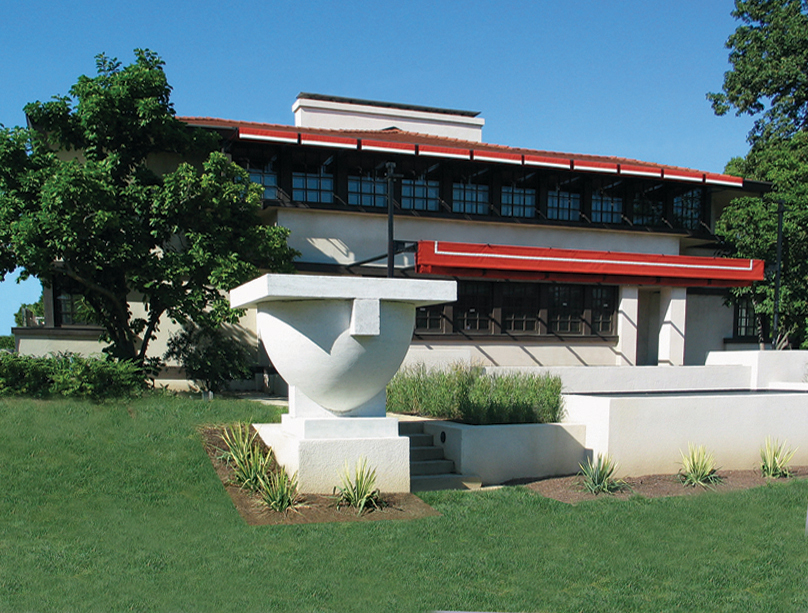
будинок Весткота (2005)